# 박신영 (성우)
박신영(1954년 2월 6일 ~ )은 대한민국의 성우이다. 1977년, KBS에 정식으로 입사했으며, 현재는 KBS 15기로, 한국방송 성우극회 소속이다.

## 주요 출연작품

### 애니메이션
- 영심이 (KBS) - 엄마
- 아기공룡 둘리 (KBS) - 엄마 / 마녀
- 정글북 (KBS) - 루리 / 메슈아 엄마
- 은비까비의 옛날옛적에 (KBS)
- 용의 아들 (SBS) - 삐아로
- 달려라 부메랑 (SBS) - 카멜리온

- 우리사이 짱이야 (KBS) - 준호 엄마

### 영화
- 굿바이 뉴욕 굿모닝 내 사랑(SBS) - 필의 아내(칼라 탐부렐리)
- 다이하드 (SBS) - 유모(베티 카르바흘로) / 여자 경찰
  - 다이하드 2 (SBS) - 스튜어스(칼라 탬버렐리) / 공항 안내원
- 말레나 (KBS)
- 폴리스 스토리 2 (SBS) - 아미의 이모(초교)
- 폴리스 스토리 3 (SBS) - 관 선생의 부인(고미화)
- 터미네이터 (KBS) - 사라(메리앤 멀럴라일리) / 사라의 엄마(전화소리)
- 백야(KBS) - 스튜어디스(메구미 시마누키) / 소련 여자
- 아메리칸 뷰티 (SBS) - 고객(브렌다 웰레)
- 데블스 애드버킷 (KBS) - 케빈 어머니
- 화양연화 (KBS)
- 엑소시즘 (KBS)
- 레이디스 앤 젠틀맨 (KBS)
- 미지의 코드 (SBS) - 마리아 (루미니타 게오르그)
- 첩혈속집 (SBS)
- 용재변연 (SBS) - 데이지의 친구(여문순)
- 도망자 (SBS) - 지방 검사 (조안 콘)
- 파라다이스 로드 (KBS) - 탑시
- 화성침공 (SBS)
- 새벽의 비밀 (KBS)
- 위대한 사랑 (SBS)
- 해커스 (KBS)
- 쟈니 핸섬 (SBS) - 루크
- 까미유 끌로델 (KBS)
- 또다른 탄생 (SBS)
- 새 (KBS)
- 시티 홀 (SBS)
- 맥시멈 리스크 (SBS)
- 잔혹한 음모 (SBS)
- 대통령의 연인 (KBS)
- 남과 여 (SBS)
- 니키타 (SBS)
- 비욘드 랭군 (KBS)
- 나일의 대모험 (KBS)
- 셰인 (KBS)
- 매드 맥스 2 (KBS) - 주민(모니카 클라우스)
- 투명인간 (KBS) - 킹슬리 (빌 오버튼)
- 백야 (KBS)
- 해리슨 포드의 의혹 (KBS) -  직원(안나 마리아 호스포드)
- 무인지대 (SBS)
- 복수무정 (SBS)
- 디디에 (SBS)
- 로켓 맨 (KBS)
- 타이타닉 타운 (SBS) - 노라 (도린 햅번)
- 인디아나 존스: 잃어버린 성궤를 찾아서 (KBS) - 이집트인(수아드 메사우디)
- 쾌찬차 (KBS) - 글로리아(수사나 센티스) / 이웃집 여자(암파로 모레노)
- 너티 프로페서 (SBS) - 셔먼의 어머니(에디 머피) / 리치몬드의 비서(패트리샤 윌슨)
- 아란의 사람들 (KBS) - 아란의 남자의 아내(매기 니레인)
- 여인의 초상 (KBS) - 리차드의 아내(도로시 피터슨)
- 구두가 발에 맞는다면(SBS) - 미미(레베카 포톡)
- 세 가지 색 블루 (SBS)

### 인터넷
- 천애 (옛날방송국) - 진우 어머니

### 라디오
- KBS 무대 10년(마지막 도부꾼, 길 위에 지다) (KBS 제2라디오)
- KBS 무대 10년(비온 뒤 맑음) (KBS 제2라디오)
- 소설극장(친절한 복희씨) (KBS 라디오)
- 연속낭독(세상에서 가장 아름다운 선물) (KBS 제3라디오)

## 기타
이름 때문에 MBC 성우 박선영과 헷갈릴 수 있다.